# نایالگوئه

نایالگوه شهری در شهرستان توئسه در استان بازگا در بورکینافاسوی مرکزی است و جمعیت آن ۲۹۶ نفر است.